# Mateo Bustos
Mateo Bustos (Malagueño, Córdoba, Argentina, 9 de octubre de 1992) es un futbolista argentino que juega de mediocampista en  Club Atlético Nueve de Julio de Las Junturas  de la Liga independiente.

## Trayectoria

### Racing de Córdoba
Debutó en el equipo de Nueva Italia el 26 de febrero del año 2013 en la derrota 3-0 frente a San Martín de Tucumán.

### Central Córdoba de Santiago del Estero
Llegó a un acuerdo con Central Córdoba para jugar la B Nacional. Firmó un contrato por tres años. Su debut en el conjunto santiagueño fue el 18 de abril del año 2015 en la victoria 2-0 frente a All Boys.

## Clubes
| Club                                   | País      | Año         | PJ | Goles |
| -------------------------------------- | --------- | ----------- | -- | ----- |
| Racing de Córdoba                      | Argentina | 2012 - 2015 | 15 | 5     |
| Central Córdoba de Santiago del Estero | Argentina | 2015 - 2016 | 13 | 1     |
| Rampla Juniors                         | Uruguay   | 2016        | 12 | 0     |
| Portuguesa                             | Brasil    | 2017        | 9  | 0     |
| Naxxar Lions                           | Malta     | 2017 - 2019 | 9  | 2     |
| River Plate                            | Paraguay  | 2019        | 11 | 0     |